# Neòcor
El neòcor (grec antic: νεωκόροι, llatí: Neocori), en plural neòcors, eren inicialment els servents dels temples, però més tard el nom es va aplicar als sacerdots d'alt rang que tenien la suprema intendència del temple i els seus tresors.
En temps de l'Imperi el nom era una espècie de títol aplicat especialment les ciutats que tenien temples dedicats a l'emperador (la majoria a Àsia), ja que tota la ciutat es considerava guardiana del temple erigit. Aquestes ciutats amb santuaris dedicats al culte de l'emperador comencen a sorgir en temps d'August, primer a Cízic, i el nom, νεωκόροι, feia referència a tota la ciutat, i no era el títol de cap funcionari religiós. Aquest nom apareix sovint a les monedes d'Efes, Esmirna i altres. El títol havia de ser concedit pel senat romà a les ciutats, segons consta d'algunes inscripcions, i tal com explica Tàcit als Annals. Una ciutat podia ser δὶς (dos) o τρὶς (tres) νεωκόρος, si tenia dos o tres temples dedicats a dos o tres emperadors o a famílies imperials diferents.